# Stega
Die Stega (Abk. für Statistische Gesellschaft) war der Tarnname einer geheimen Organisation des Heereswaffenamtes und des Reichsverbandes der Deutschen Industrie in der Weimarer Republik. Sie diente, entgegen den Bestimmungen des Versailler Vertrages, der geheimen Wiederbewaffnung Deutschlands, in dem sie die Mobilmachung der Rüstungsindustrie plante.

## Die Organisation
Die Stega wurde am 26. Januar 1926 gegründet. Offiziell war sie als privater und gemeinnütziger Verein getarnt, der für Interessenten statistische und technische Feststellungen durchführt. In Wirklichkeit sollte sie die potentiellen Rüstungskapazitäten statistisch erfassen, was von den Siegermächten verboten worden war. Laut Richard Overy befand sich hinter der scheinbar harmlosen Fassade ein Netzwerk von Kontakten zwischen Militärs und Industrie, welches erste Vorarbeiten für eine totale Mobilmachung der Wirtschaft für den Totalen Krieg leistete.
Sie bestand aus der Hauptkommission und einer Reihe von Regionalkommissionen. Die Tätigkeit war ehrenamtlich. Erster Arbeitsschwerpunkt war das „Stega-Programm“, in dem die Fertigungsmöglichkeiten für Rüstungsgüter erkundet wurden.
Es sollten zwei wehrwirtschaftliche Fünfjahrespläne (1929/33 und 1934/38) ausgearbeitet werden. Dies scheiterte jedoch an Personalmangel und notwendiger Geheimhaltung.
Von der Interalliierte Militär-Kontrollkommission zugelassen waren 12 Rüstungsfabriken. Die Reichswehr stattete ab 1924 50 „schwarze“ Fabriken aus eigenen Mitteln und illegal beschafften Maschinen aus. Darunter waren die Metallwarenfabrik Treuenbrietzen, die Lindener Zündhütchenfabrik, die Fabrik Dr. E. Loeffellad in Donauwörth, die Schichau-Werke in Elbing, die Lignose AG Schönebeck und die Erfurter Maschinenfabrik.
In einem Dokument des Heereswaffenamts vom September 1929 wurden 25 Industrielle und ihre Beziehungen zur Stega und anderen militärischen Abteilungen aufgelistet. Die bedeutendsten vier davon waren laut Helmut Maier: Carl Duisberg, Albert Vögler, Max Heinhold und Friedrich Körber. Nach Maier erschlossen sich über diese 4 Persönlichkeiten die Strukturen des militärisch-industriellen-wissenschaftlichen Komplexes und die systematische Durchdringung aller Teilbereiche vom Rohstoff bis in das Rüstungsendprodukt.

## Mitglieder

### Vorsitzender
- Ernst von Borsig (Vorsitzender der Vereinigung Deutscher Arbeitgeberverbände)

### Hauptkommission
- Coswig (Inhaber einer Textilfirma in Finsterwalde)
- Hans Eltze (Generaldirektor Rheinmetall)
- Paul von Gontard (vorgesehen, Generaldirektor der Berlin Karlsruher Industriewerke AG)
- Ewald Hilger (Schatzmeister des Reichsverbandes der Deutschen Industrie)
- Georg Howaldt (Geschäftsführer des Vereins deutscher Schiffswerften)
- Rudolf Krell (Direktor in der Siemens-Schuckert AG)
- Wilhelm Landmann (Generaldirektor der Westfälisch-Anhaltischen Sprengstoff-AG)
- Landt (Direktor in der Gothaer-Waggonbau-Fabrik)
- Oesterlen (Direktor in der Friedrich Krupp AG)
- Konrad Piatschek (vorgesehen, Generaldirektor des deutschen Braunkohlenindustrievereins, Vorstandsmitglied des RDI)
- Moritz Porten (Generaldirektor der Vereinigte Aluminium-Werke AG)
- Raschig (Direktor der Siemens-Schuckert Protoswerke)
- Kurt Sorge (Direktor der Krupp AG)

### Arbeitsausschuss
- Wilhelm Landmann
- Raschig
- Kurt Sorge
- Arbogast von Düring (Geschäftsführer)

### Leiter der Regionalkommissionen
- Hamburg: Georg Howaldt
- Lübeck: ?
- Bremen: ?
- Stettin: Hans Gottstein (Feldmühle)
- Hannover: Willy Tischbein (Generaldirektor der Continental-Gummi Werke AG, Vorstandsmitglied des RDI)
- Magdeburg: Martin Nathusius (Besitzer der Polte-Werke)
- Berlin: ?
- Königsberg: ?
- Münster: Walter Borbet (Generaldirektor des Bochumer Vereins)
- Weimar: ?
- Dresden: ?
- Breslau: Carl Meinecke (Direktor der H. Meinecke AG)
- Stuttgart: ?
- München: Gustav ter Meer (vor Amtsantritt verstorben)